# DELI
DELI（デリ、本名：三木 幸仁、1975年2月9日 - ）は、日本のミュージシャン（ヒップホップMC）、政治家。NITRO MICROPHONE UNDERGROUNDのMCとしても知られる。千葉県松戸市議会議員（3期）。

## 来歴
NITRO MICROPHONE UNDERGROUNDに加入する以前は、DJとして活動していたこともあったが、当時より親交のあったGORE-TEXがラップをしていたことを聞きつけ、自身もラップを始める。GORE-TEXとライヴを行う以外には、イベント「LOCAL MOTION」を主催し、地元千葉県でYOHEY、BASSと共にHOT CONNECTIONとして活動する。「その頃は、プロ意識などなかった」と本人は語った。
NITRO MICROPHONE UNDERGROUNDに加入し、「LIVE’99」に参加して以降は大量の作品を製作。2000年に、ソロ名義での初レコーディング作品「BURNIN'」をアナログでリリース後、NITRO MICROPHONE UNDERGROUNDのファーストアルバムに先駆けてソロでのファーストアルバム「AQUARIUS」を発売。2001年には、シングルCD「AKALIEN」を発売。その他に、SUIKENやMACKA-CHIN、DJ MASTERKEYのアルバムに客演した。
2002年には、エイベックスよりミニアルバム「口車～キミキミ注意キイロイドク～」とセカンドフルアルバム「DELTA EXPRESS LIKE ILLUSION」を発表。この両方のCDに収録されている「PASS DA POPCORN」は染髪料「メンズBEAUTEEN」のCMで使われた。また、この頃よりDELIの経営するインディーズレーベル「チカチカプロ」が、「口車～キミキミ注意キイロイドク～」のジャケット写真に写っている人形、ミックスCD、それまでのCD作品に収録されていたインスト作品「DRAMA」にラップを乗せた「ドラマチカ」等を販売した。
2003年4月には「チカチカマル秘大作戦」を発表。夏から秋にかけては、長年付き添ってきたプロデューサー、YAKKOとのユニット、AQUARIUS名義でのシングル2枚とアルバムを発売。

### 社会派ラッパーへの転身
2010年頃より、「子供」を主題とした音楽活動を始め、自身の子供や新しい世代の未来を危惧する目線で楽曲を制作。
2011年の東日本大震災以降、日本の社会および政治に対して懐疑的な立場からTwitterなどで積極的に発言。「オペレーション・コドモタチ」の発起人 として主に放射能に関わる問題についてのツイートおよびリツイートをほぼ毎日している。また、自らガイガーカウンターを用いて放射線量を測り、YouTubeなどで公開した。
原子力発電所反対デモなどの反原発活動にも参加し、脱原発を主な政策として参議院選挙に出馬し当選した山本太郎、および同じく脱原発を主張する千葉麗子や三宅洋平、難波章浩ら多くのミュージシャンと運動を共にする。2012年12月に首相に就任した安倍晋三および与党復帰した自民党に対しても批判的であり、原子力発電所の再稼働の検討や特定秘密保護法案、憲法改正論議、それら全てに否定的な姿勢を貫いている。
2014年3月19日に発表された、Kダブシャイン＋宇多丸 feat.Deli 「物騒な発想（まだ斬る!!）」に客演。安倍政権やネトウヨを暗に批判した内容の楽曲であった。
2019年の第25回参議院議員通常選挙では、山本太郎率いるれいわ新選組を応援した。

### 政治家として
2014年6月18日、地元・松戸市の市議会議員選挙に出馬する意向を自身のTwitterで表明。11月5日、第23回参議院議員通常選挙で三宅洋平を推薦候補として擁立した緑の党が支持を表明。11月9日、無所属で候補者名DELIとして立候補の届出がなされ、11月16日執行の松戸市議会議員一般選挙に定数44人中44位で最下位当選。11月27日、市議に就任。1期目は社民・無所属クラブの会派に所属し、副幹事長を務めた。
2018年11月18日執行の市議選で、定数44人中34位で再選。
2022年11月20日執行の市議選で再選。3期目の当選。

## 政策・活動
前述のオペレーション・コドモタチでの運動を経て、2014年7月に政治団体「PLANET ROCK」を立ち上げ、「日常に横たわるジェネレーションギャップやカルチャーギャップをクロスオーバーする」事を目的として運動を開始。7月28日には、宇都宮健児を表敬訪問。
8月27日には池袋のクラブ「clubBED」で、PLANET ROCKのファンディング・パーティー（結党大会）が行われ、DELIの他にK DUB SHINE、SUIKEN、DJ OASIS、B-YAS、B.I.G.JOE、山本太郎、三宅洋平らが出演。9月4日にも同様のパーティーが池袋のクラブ「SocialClubTokyo」で行われ、DELI、K DUB SHINE、SUIKEN、DJ OASIS、B-YAS、BOY-KEN、卍LINE、RUEED、座間宮ガレイ、山本太郎、千葉麗子、ランキンタクシー、JOMO、DEN、輪入道、MaryJane、RUDEBWOY FACEが出演。
松戸市議会議員選挙では、『「脱被ばく」に「脱カスタマー」いつまでたってたって文句ばっか言ってるだけじゃ単なるお客様 』を標語とし、これはPLANET ROCKによる楽曲「PLANET ROCK 2014」の自身の歌詞を引用している。「PLANET ROCK」の街宣車は、ピックアップトラックにサウンド・システムを搭載したものとなっている。
2015年8月12日、渋谷ハチ公前で開催された無料ライブ「ワールド・ピース・フェスティバル」に参加。安保法制や原発再稼働に反対の声を上げた。
2019年7月20日、新宿駅西口小田急デパート前で開催されたれいわ新選組のイベント「新宿センキョ」に参加した。

## ディスコグラフィ

### アルバム
- AQUARIUS（2000年、REALITY RECORDS）
- DELTA EXPRESS LIKE ILLUSION（2002年7月3日、cutting edge）
- DELI presents チカチカ（秘）大作戦（2003年4月23日、cutting edge）
  - コンピレーションアルバム扱い。
- オボレタ街（2003年10月18日、cutting edge）
  - AQUARIUS名義。
- 24（2005年10月5日、cutting edge）
- STILL BURNIN'（2006年8月30日、cutting edge）
  - ベストアルバム。CD2枚組。客演やNITRO MICROPHONE UNDERGROUNDなどDELI以外の名義で発表された楽曲も収録されている。
  - DISC-1 -MAIN SIDE-

1. ココ東京 feat. BIG-O, DABO, S-WORD ／ AQUARIUS
2. ソレデモ
3. 瞬く間 feat. DABO, MARS MANIE
4. 4 M.O.Y. feat. S-WORD
5. シャボン玉 ／ DELI, MIKRIS, MACKA-CHIN feat. Tina
6. トメラレナイXX
7. OTAKARASAGASHI
8. MISCHIEF ／ NITRO MICROPHONE UNDERGROUND
9. DELTA EXPRESS PT.3 feat. MIKRIS
10. PASS DA POPCORN feat. NIPPS, K-B(THE HIMALAYA), Mr. Nice G 13
11. 連動 feat. T-ZONE, GORE-TEX, KEN WHEEL, MIKRIS, YOHEY, BASS ／ AQUARIUS
12. TIME 4 SOME ACTION ／ DELI (cooked by TAKESHI@M.A.D.)
13. PLASTIC BOMB
14. BURNIN' feat. GORE-TEX
15. DELTA EXPRESS PT.1 feat. MIKRIS

- - DISC-2 -ANOTHER SIDE-

1. ノリコム
2. 365 feat. DELI ／ AI
3. 拍手喝采REMIX feat. DELI, BIG-O, BIGZAM ／ DABO
4. マジッスか！？ (ANOTHER SURE SHOT 外伝) feat. DELI, KASHI DA HANDSOME, 般若 ／ DJ HAZIME
5. じゃいいや ／ TEAM 44 BLOX
6. いただきマフィア feat. KASHI DA HANDSOME, BUTCHER
7. パックマンパニック (いただきマフィア) feat. GORE DRY LOFT, BUTCHER, BOO
8. 大事件 ／ THE HOT CONNECTION feat. MIKRIS, MACKA-CHIN
9. チカチカサーキット ／ DELI, MACKA-CHIN, MIKRIS feat. KASHI DA HANDSOME and GORE-TEX
10. アタッテクダケ ～トツゲキのテーマ～ feat. TAD’S A.C. & TOKONA-X ／ AQUARIUS
11. TELL ME feat. 般若, 565, AI
12. RUMBLE feat. DELI ／ DJ MASTERKEY
13. GROWSHOW feat. DELI, BIG RON ／ DJ TANAKEN
14. クラッ！シャッ！！ feat. BIGZAM, MIKRIS
15. 大脱走 ／ NITRO MICROPHONE UNDERGROUND

- ONE DROP (2007)
  - AQUARIUS名義。ストリートアルバムのため少数生産。
- THE BIBLE 4 SURVIVAL (2009年12月23日、cutting edge)
- THE DELICIOUS APPLE PIE (2010年7月21日、cutting edge)
  - リリースのDELI最新アルバム。

### ミニアルバム
- 口車－キミキミ注意キイロイドク－：（2002年4月17日/cutting edge）
- OTAKARASAGASHI：（2004年1月21日/cutting edge）
- TIME 4 SOME ACTION：（2005年9月7日/cutting edge）

### シングル
- BURNIN' feat GORE-TEX：（2000年/REALITY RECORDS）
  - アナログのみでのリリース。
- AKALIEN：（2001年2月28日/REALITY RECORDS）
- DELTA EXPRESS：（2002年/REALITY RECORDS）
- DELTA EXPRESS Part2 ：（2002年7月29日/REALITY RECORDS）
  - DELTA EXPRESS、DELTA EXPRESS Part2共にアナログのみでのリリース。
- ココ東京 feat DABO,S-WORD,BIG-O：（2003年6月25日/cutting edge）
- 連動feat GORE-TEX, T-ZONE, KEN WHEEL, MIKRIS, YOHEI, BASS：（2003年8月27日/cutting edge）
  - ココ東京、連動ともにAQUARIUS名義。
- チカチカ秘大作戦 Ep :（2004年1月18日/Lexington RECORDS）
  - アナログのみでのリリース。

### 参加楽曲
- 探心音 　E.G.G.MAN feat. DELI ＆ SESAMI
- INFINITY Pt.2 　SUIKEN feat. DELI and DJ JIF ROCK
- 拍手喝采 （REMIX） 　DABO feat. DELI, BIGZAM ＆ OSUMI
- 適当強盗 a.k.a 春夏秋冬 　MACKA-CHIN feat. S-WORD, XBS, DABO, BIGZAM, GORE-TEX, SUIKEN, DELI　（『CHIN ATTACK』 に収録）
- RUMBLE 　DJ MASTERKEY feat. DELI
- THE BIGGEST 　BIGZAM feat. DELI
- 破壊FLOW 　SHAKKAZOMBIE feat. DELI
- POT 　THINK TANK feat. DELI
- NITEMARE 　DJ MASTERKEY　feat. DABO, SUIKEN, DELI, BIGZAM
- FOR MINUTES 　S-WORD feat. DELI　（『ONE PIECE』 に収録）
- ANGLER FISH 　DJ YAS feat. DELI, HI-D
- RPT 　刃頭 feat. DELI + MIKRIS
- WEEGOTWEEE ! 　DABO feat. DELI, SUIKEN　（『HITMAN』 に収録）
- 3人と2人 　MACKA-CHIN feat. DELI, BIGZAM, DJ MISSIE, ASIAN STAR
- CHAIN REACTION 　MURO feat. GORE-TEX, BIGZAM, DELI, Q, UZI, TOKONA-X
- 激突パルック 　チカチカ病院＆MO
- SAFE NO MORE 　FIRE BALL feat. MACCHO, DELI
- BIG BANGZ 　S-WORD feat. DELI, DABO, MACKA-CHIN, GORE-TEX, SUIKEN, BIGZAM, XBS
- 友情 （AQUARIUS REMIX） 　キングギドラ feat. DELI
- ZOOM ZOOM 　MIKRIS feat. DELI
- ONE （REMIX） 　XBS feat. BIGZAM, DABO, DELI, GORE-TEX
- RUFF-REFUGEE 　BABA feat. DELI
- Time Is Money 　DJ CELORY a.k.a. Mr.Beats feat. G.K.MARYAN, D.O, DELI
- ANOTHER SURE SHOT （HEY, BABY！！） 　DJ HAZIME feat. DELI, KASHI DA HANDSOME
- EVOLUTION 　CRYSTAL MOVEMENT feat. DELI
- DEN A MONSTAR 　BOY-KEN feat. DELI, HI-D
- SNAKE　EYE 　HI-D feat. DELI
- わらしべ長者 　DABO feat. DELI, MARS MANIE
- マジッスカ！？（ANOTHER SURE SHOT 外伝） 　DJ HAZIME feat. DELI, KASHI DA HANDSOME, 般若
- 365 　AI feat. DELI
- オデマシ 　DJ MASTERKEY feat. DELI, MARS MANIE, MIKRIS, KEN WHEEL
- メラメラ 　565 FAMILIA feat. DELI, 般若
- JUNGLE☆JUNGLE 　MABO feat. DELI
- MO’問題 　MURO feat. DWEET, B.D, BAZOO, C.T., DELI, JBM, BASS, KEN WHELL, GOCCI, TAD’S A.C.
- FIRST CHOICE 　MARS MANIE feat. DELI
- ASIAN DIRTY 　DJ 034 & Growth feat. DELI
- Code Of The 44 　YAKKO feat. DELI, MIKRIS, MARS MANIE
- 10 CLUB COMMANDMENTS 　EQUAL feat. DELI, DABO
- イツニナレバ 　DELI feat. MARS MANIE, RYUZO
- ANGEL’S SMILE、BECKONING OF DEVIL 　MIKRIS feat. DELI
- GRAND CAMP 　DELI, MIKRIS, MARS MANIE from TEAM 44 BLOX　（『RHYMEZ CONNECT』 に収録）
- GROWSHOW 　DELI, BIG RON　（『STILL GROWING』 に収録）
- '75 兎 与太郎 哀歌 　HOKT feat. DELI
- SPECIAL SHOUT 　DJ RYOW & TOMOKIYO feat. BIG RON, DELI, BIIGZMAFIA, DJ OLDE-E
- Heat Damage 　Mr.Itagaki a.k.a. Ita-Cho feat. DELI, K-BOMB, D.L
- Life Like Dice Game 　Mr.Itagaki a.k.a. Ita-Cho feat. 565, DELI, BASS
- 君の名は... （だってしょうがないじゃない） 　DABO feat. DELI, MUMMY-D
- GOLD PLAN 　MACKA-CHIN feat. DELI, DABO
- TACTICS 　YOUNG BERY feat. DELI
- Get Priority 　BIG-O & DJ WATARAI feat. DELI, O.C.
- REGULAR SHIT 　ASHRA, K.N.Z, bay4k feat. DELI
- WORK 2 DO 　マボロシ feat. DABO, DELI
- NO WAY OUT 　RYUZO feat. DELI
- TYPHOON    JAM KANE feat. DELI